# Cípselo (rei da Arcádia)
Cípselo, filho de Aepytus, filho de Hippothous, era o rei da Arcádia durante a invasão dória do Peloponeso.
Cípselo garantiu a segurança da Arcádia casando sua filha com Cresfontes, filho de Aristômaco. Os ricos da Messênia se rebelaram e assassinaram Cresfontes e seus filhos mais velhos, mas Aepythus, o filho mais novo de Mérope e Cresfontes, foi criado por Cípselo.
Cípselo foi sucedido por seu filho Holaeas, que ajudou a restaurar Aepytus como rei da Messênia.